# T-55
Der T-55 war ein Standardpanzer der Sowjetarmee und der Armeen des Warschauer Pakts – etwa der NVA der DDR – in den 1960er- und 1970er-Jahren. Es handelt sich um einen der am häufigsten produzierten Panzertypen der Welt, der an zahlreichen Konflikten beteiligt und Auslöser für bedeutende Entwicklungen im Panzerbau war.

## Geschichte

### Entwicklung
Der Panzer wurde am 9. Mai 1958 der Öffentlichkeit vorgestellt und offiziell in den Truppendienst aufgenommen. Die Serienproduktion begann im Juni 1958. Er wurde aus dem T-54 entwickelt und den Bedingungen des Gefechts beim Einsatz von Massenvernichtungswaffen in Europa angepasst. Die Motorleistung, die Reichweite und der Kampfsatz (Munitionsvorrat) wurden erhöht sowie der ABC-Schutz (Hermetisierbarkeit des Kampfraumes) verbessert. Auffallend war die optimierte geschossabweisende Form von Turm und Wanne. Trotz der Modernisierungen wurde wenig Wert auf einfache Bedienung und Wartung unter Gefechtsfeldbedingungen gelegt. Der Ausbau des Motors dauerte nach Vorschrift der NVA ca. 21 Stunden (Leopard 1 (Standardpanzer) ca. 35 min). Die Gründe hierfür sind, dass Motor und Getriebe des T-55 nicht als Kompaktblock ausgeführt sind, sondern aus einzelnen Komponenten bestehen, sowie der Turm teilweise über dem Motorblock liegt. Des Weiteren sah die Militärdoktrin der UdSSR und des Warschauer Paktes in ihren Operationsplänen nicht vor, liegengebliebene Gefechtsfahrzeuge schnellstmöglich instand zu setzen.

### Einsatzzweck
Haupteinsatzzweck war der offensive Einsatz bei großräumigen Operationen nach eigenen oder gegnerischen Kernwaffenschlägen. Gefechtshandlungen sollten dabei mit möglichst großen Panzerabteilungen (ab Bataillon aufwärts) im Verbund mit motorisierter Infanterie, Artillerie und anderen Teilstreitkräften sowie unter Deckung aus der Luft durchgeführt werden. Es zeigte sich aber, dass der Panzer für fast alle Aufgaben unter fast allen Bedingungen einsetzbar war.

### Beurteilung
In den ersten Jahren nach dem Beginn der Serienproduktion war die Konkurrenzfähigkeit des T-55 im Gefecht mit Kampfpanzern gering. Zwar holte die Sowjetunion technologisch bei APDS- und HEAT-Geschossen auf, für die 100-mm-Kanone D-10 erfolgte aber bis zum Anfang der 1960er Jahre keine Übernahme solcher Munition in die Bewaffnung der Truppe. Damit konnten die T-55 westliche Panzer dieser Zeit, wie den britischen Centurion oder den US-amerikanischen M60, nur innerhalb der Weite des direkten Schusses bei Treffern in die Seite oder bei Treffern im Turm erfolgreich bekämpfen. Das sowjetische Forschungsinstitut WNII-100 erstellte Anfang der 1960er Jahre ein Modell für ein Duell T-55 gegen M60 und stellte fest, ohne APDS- und HEAT-Geschosse sei der T-55 trotz seiner leistungsfähigen Panzerung mit nur 36 % Erfolgsaussicht einsetzbar. Mit modernerer Munition läge die Aussicht auf einen Erfolg bei 50 %. Im Ergebnis kam die Untersuchung zu der Einschätzung, dass infolge der internationalen Entwicklung neuer Kampfpanzer die sowjetischen mittleren Panzer als veraltet anzusehen waren. In der Folge wurde die Entwicklung des Nachfolgers T-62 forciert; welcher als konkurrenzfähige Übergangslösung fungieren sollte, bis Kampfpanzer mit weiter entwickelter Grundkonzeption – wie der T-64 – die Serienreife erreichten.

### Einsätze

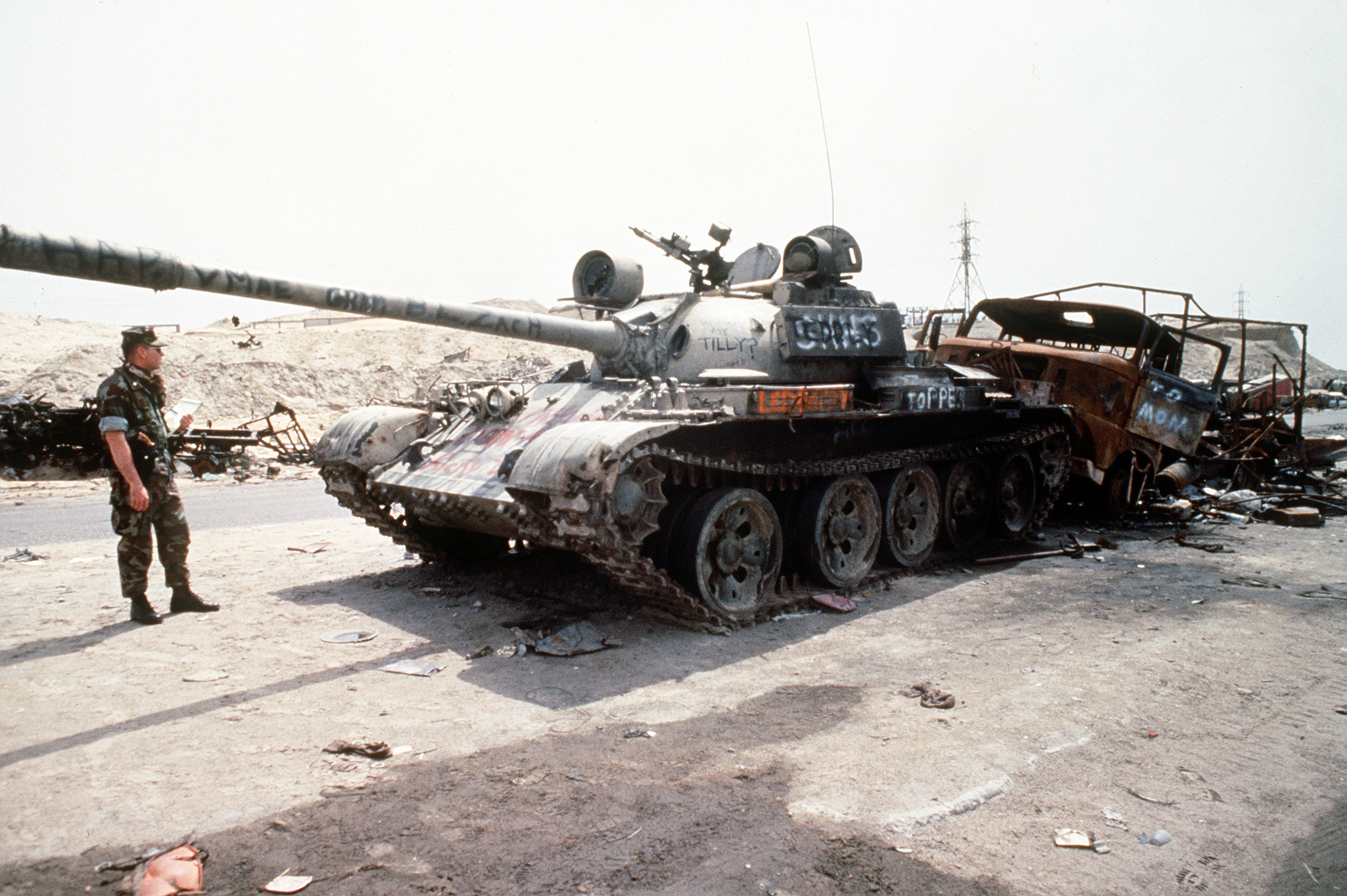
Ein zerstörter T-55 der irakischen Streitkräfte auf dem Highway of Death während des zweiten Golfkrieges

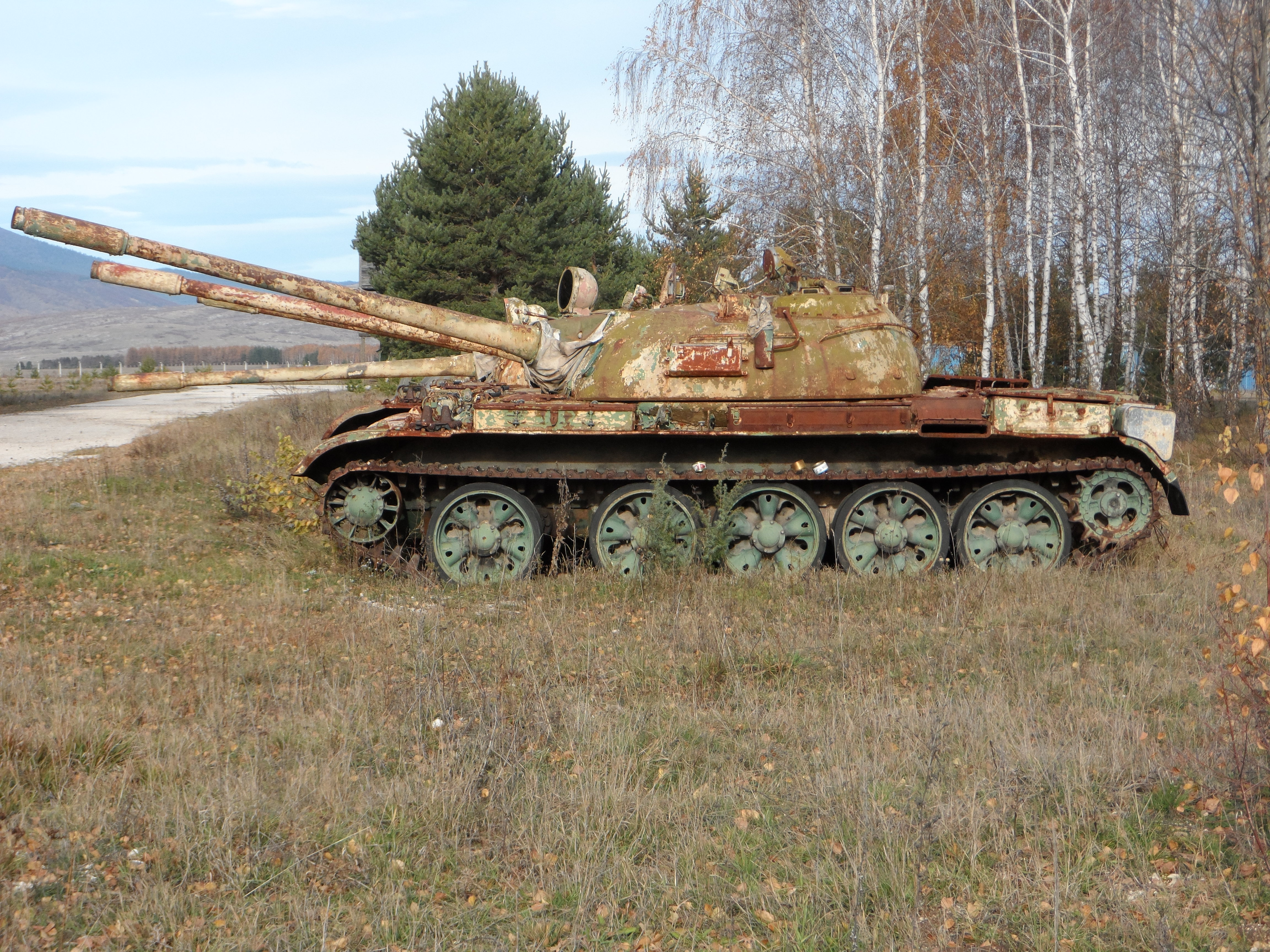
Stillgelegte T-55 der ehemaligen VRS in Bosnien

In seiner Haupteinsatzzeit (1960er- und Anfang der 1970er-Jahre) war der T-55 ein modernes Waffensystem, das sich vor allem durch seine Feuerkraft, Mobilität und Universalität auszeichnete. Wegen seiner einfachen Grundkonzeption war es möglich, den Panzer über Jahre hinweg mit geringem Aufwand zu modernisieren und technisch auf dem Niveau seiner Hauptkontrahenten zu halten. Mit der Einführung neuer Kampfpanzer im Westen wie im Osten (Leopard 1 A1A1 / A2, M60A3, T-64 bzw. T-72) trat der T-55 in die zweite Reihe zurück, wurde jedoch weiterhin sowohl von der Sowjetunion als auch ihren Verbündeten im Warschauer Pakt in großem Umfang genutzt. In der NVA wurde er seit 1977 teilweise durch den T-72 ersetzt.
Die hohen Verluste arabischer Staaten im Sechstagekrieg 1967 werden häufig auf unzureichende Ausbildung, mangelhafte Taktik sowie fehlende Luftunterstützung und unzureichende Gefechtsfeldaufklärung zurückgeführt. Hinzu kamen jedoch auch technische und ergonomische Schwächen der eingesetzten sowjetischen Panzer, insbesondere des T-55.
So war der T-55 aufgrund seiner beengten Turmverhältnisse ergonomisch nachteilig, insbesondere für den Ladeschützen. Dies reduzierte die effektive Feuerrate auf etwa vier Schuss pro Minute, während westliche Panzer wie der britische Centurion in der gleichen Zeit bis zu vier Schuss in 15 Sekunden abgeben konnten. Die negative Rohrsenkung betrug lediglich −4°, was im hügeligen Gelände gravierende Nachteile gegenüber westlichen Panzern mit −10° bedeutete. Hinzu kam ein begrenzter Munitionsvorrat.
Diese Schwächen traten deutlich im Jom-Kippur-Krieg 1973 zutage. Während der syrischen Offensive auf dem Golan verloren arabische Verbände laut Dunstan etwa 867 T-55 und T-62, weitere 50 irakische T-55 gingen kurz darauf verloren. Andere Schätzungen sprechen insgesamt von bis zu 2.250 zerstörten arabischen Panzern an Nord- und Südfront.
Trotz dieser Verluste blieb der T-55 aufgrund seiner einfachen Konstruktion, Wartbarkeit und weltweiten Verbreitung bis in die 1980er-Jahre ein weit verbreitetes Waffensystem. In zahlreichen Konflikten kam er zum Einsatz, darunter im Vietnamkrieg, im Bürgerkrieg in Angola, bei der sowjetischen Intervention in Afghanistan sowie im Iran-Irak-Krieg. In diesen Szenarien handelte es sich jedoch häufig um asymmetrische Konflikte oder um Fälle, in denen der T-55 auch auf beiden Seiten verwendet wurde – etwa im Iran-Irak-Krieg –, sodass eine klare qualitative Überlegenheit kaum belegbar ist.
Einige Konflikte mit Beteiligung des T-55 waren:
- Berliner Mauerbau, 1961 (nur GSSD)
- Vietnamkrieg, 1957–1975
- 2. Indisch-pakistanischer Krieg (Kaschmirkonflikt), 1965
- Sechstagekrieg, Israel gegen arabische Staaten, 1967
- Prager Frühling, 1968
- 3. Indisch-pakistanischer Krieg (Bangladeschkrieg), 1971
- Jom-Kippur-Krieg: arabische Staaten gegen Israel, 1973
- Rhodesischer Unabhängigkeitskrieg, 1970–1980
- Angolanische Bürgerkriege, 1974–2002
- 1. Afghanistankrieg: UdSSR gegen Mudschaheddin, 1979–1989
- Kriegsrecht in Polen, 1981–1983
- Afghanischer Bürgerkrieg, 1990–2001
- 1. Golfkrieg: Iran gegen Irak, 1980–1988
- Rumänische Revolution, 1989
- 2. Golfkrieg: UNO gegen Irak, 1990–1991
- Jugoslawische Bürgerkriege, 1991–1999
- Erster Tschetschenienkrieg, 1994–1996
- Kongokriege, 1996–1997 und 1998–2002
- Zweiter Tschetschenienkrieg, 1999–2002
- 2. Afghanistankrieg: USA gegen Taliban, 2001
- 3. Golfkrieg, USA/GBR gegen Irak, 2003
- Äthiopische Intervention in Somalia, 2006
- Kaukasuskrieg 2008
- Bürgerkrieg in Syrien, seit 2011
- Russischer Überfall auf die Ukraine 2022, seit 2022

## Technik

### Bewaffnung

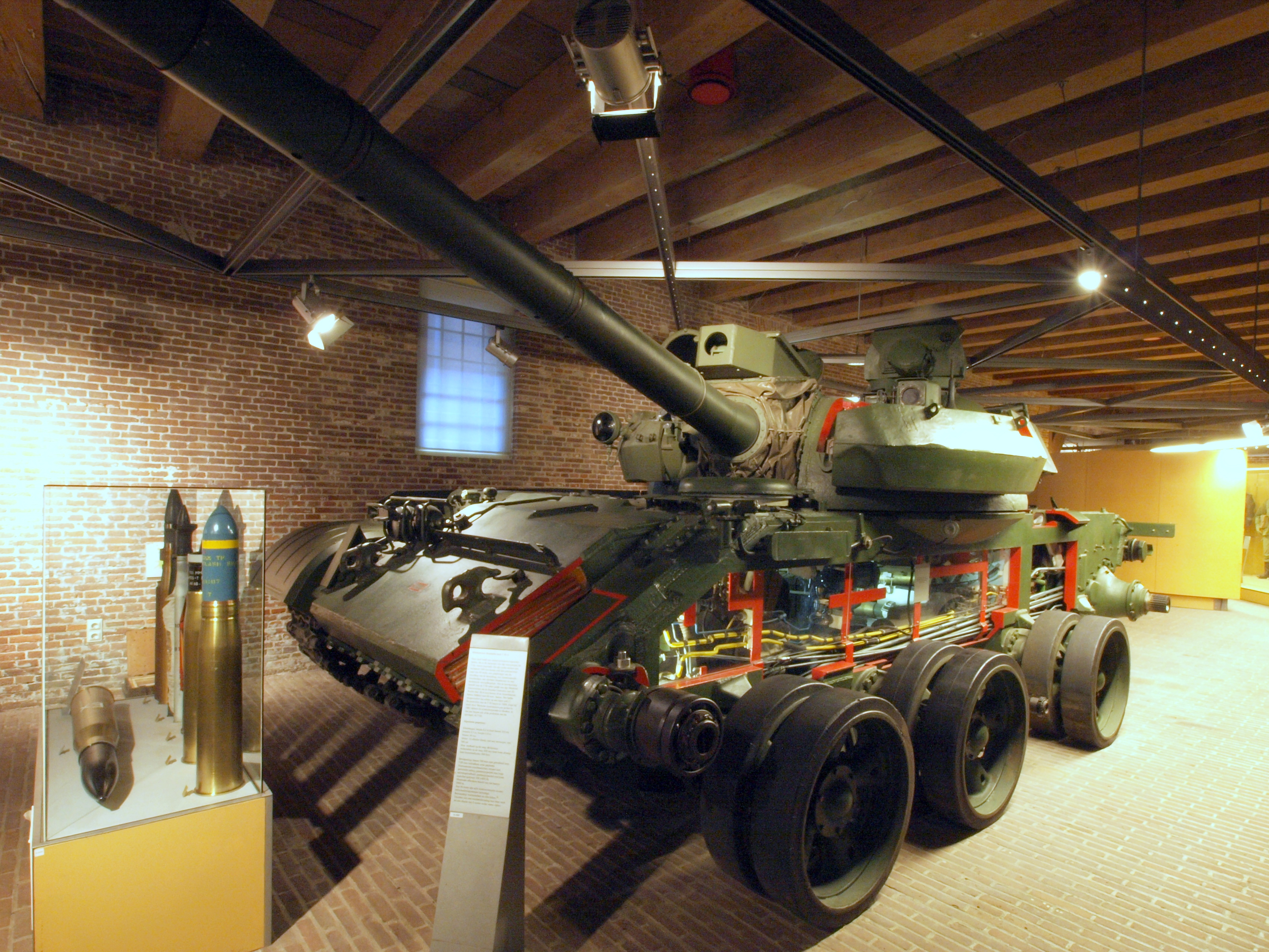
T-55 AM, Die mehrlagige Anordnung der Zusatzpanzerungselemente innerhalb der verstärkten Frontplatte ist bei diesem Schnittmodell der ehemaligen NVA gut zu erkennen.

Die Bewaffnung bestand aus einer vertikal und horizontal stabilisierten 100-mm-Kanone D-10T2S, einem achsparallel montierten 7,62-mm-MG PKT und einem 12,7-mm-Fla-MG DSchK auf der Ladeschützenluke. Frühe T-55-Versionen besaßen noch ein starr eingebautes PKT, das durch ein Loch in der Mitte der Bugplatte feuern konnte. Da es aber kaum sinnvoll eingesetzt werden konnte, wurde es bald weggelassen.
Die Kanone verschoss Granatpatronen (Splitterspreng, Hohlladung und Unterkaliber). Die Feuergeschwindigkeit betrug unter optimalen Bedingungen 7 Schuss pro Minute im Stand und 3 Schuss pro Minute bei Geschwindigkeiten bis zu 25 km/h. Die Einsatzschussweite im direkten Richten betrug bis 1660 Meter, im zusammengefassten Feuer auf Flächenziele bis 14,6 km. Beim Feuerkampf aus der Bewegung lag die durchschnittliche Trefferwahrscheinlichkeit bei 65,5 % auf 1000–1500 m. Für Ausbildungszwecke konnte ein Einsteckrohr für 23×115-mm-AM23-Munition montiert werden, was die Kosten für Übungsmunition senkte. Außerdem gab es 100-mm-Übungsgranaten mit reduzierter Treibladung, Leuchtsatz und einer schwachen Zerlegeladung.
Mitte der 1970er-Jahre wurde eine moderne elektronische Feuerleitanlage entwickelt, mit der ältere T-55 nachgerüstet werden konnten. Sie umfasste unter anderem neue Zielgeräte, Feuerleitrechner, Laserentfernungsmesser und einen Lasersensor. Mit der modernisierten Kanone konnten nun neben normalen Granaten auch lasergelenkte Panzerabwehrlenkraketen (100-mm-Rohrrakete 3UBK10-1 mit Rakete 9M117 (nur bei T-55AM2B)) mit einer Reichweite bis zu 4000 m abgefeuert werden. Durch diese verschiedenen Nachrüstsätze wurde der Gefechtswert, insbesondere die Feuerkraft ständig angepasst.

### Technische Ausrüstung

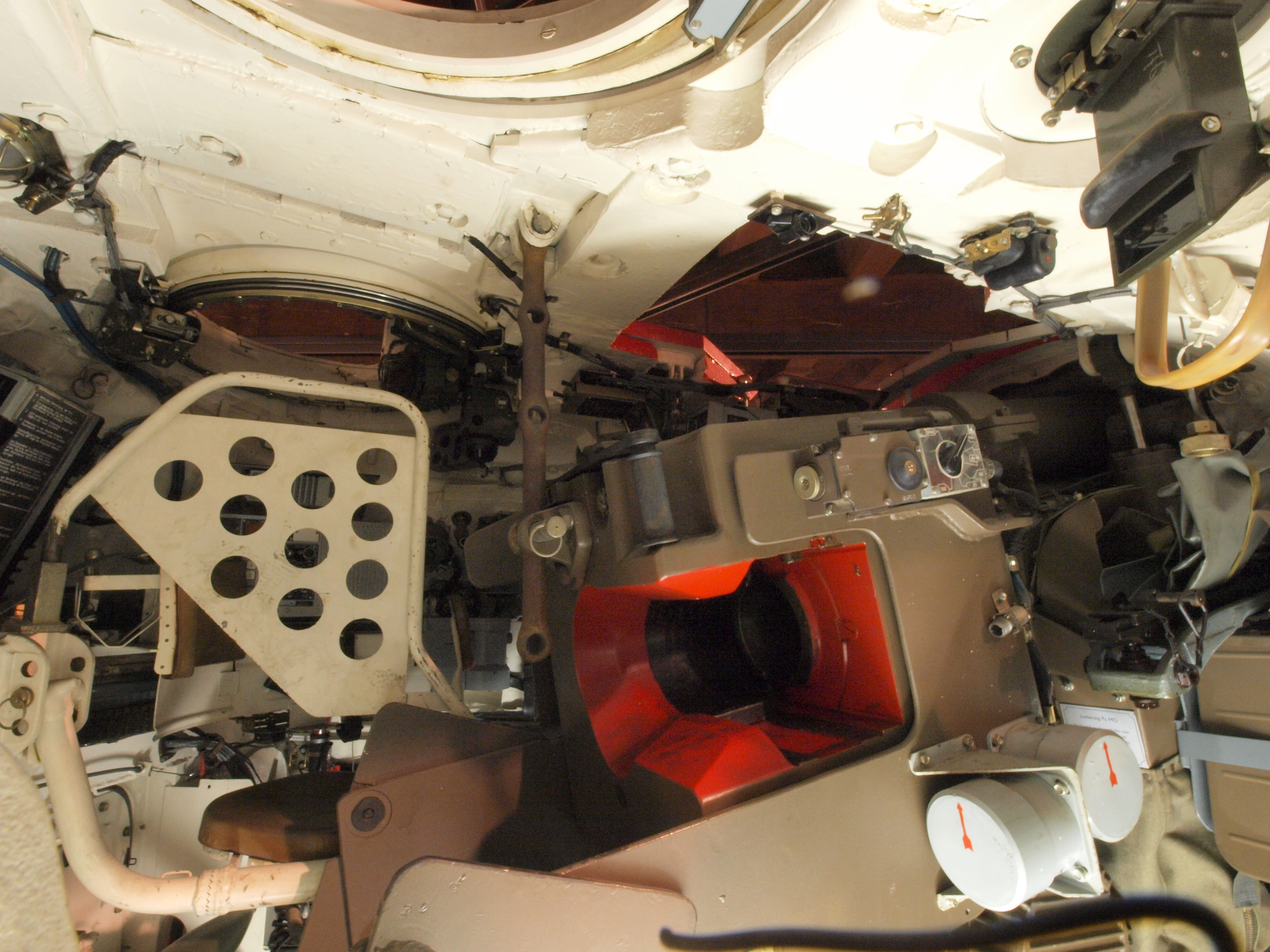
T-55 AM, Kommandanten- und Richtschützenplatz im Turm mit Verschlussblock der Kanone

Eine Neuheit war die Unterwasserfahrfähigkeit zur Überwindung der auf dem europäischen Kriegsschauplatz häufig zu erwartenden Wasserhindernisse (bis etwa 4,50 Meter Tiefe). Die Vorbereitungszeit für eine Unterwasserfahrt betrug abhängig vom Ausbildungsstand der Besatzung etwa 1 bis 3 Stunden. Die Orientierung unter Wasser erfolgte über ein Periskop, das gleichzeitig als Schnorchel diente und auf der rechten (Ladeschützen-)Seite montiert wurde sowie mit einem Kreiselkompass für den Fahrer. Zur Beseitigung von eindringendem Wasser wurde eine Lenzpumpe installiert. Die Besatzung wurde für den Notfall mit Schwimmwesten und Tauchrettern (RG-UF) ausgerüstet. Eine Unterwasserfahrt (UF) war in Friedenszeiten bis zu 1000 Metern Länge erlaubt, durch die steigende Motortemperatur (max. 110 Grad Kühlwassertemperatur) wegen der unter Wasser eingeschränkten Kühlung bestand die Gefahr einer Motorhavarie.
Das Sichtfeld der Besatzung war naturgemäß eingeschränkt, Sichtfeld im Einzelnen: der Fahrer nach vorn und nach vorn rechts, der Ladeschütze von vorn rechts bis nach hinten rechts, der Richtschütze nur nach vorn, der Kommandant von schräg vorn rechts über die gesamte linke Seite nach hinten rechts. Die einzelnen Sichtfelder überschnitten sich, eine Rundumsicht war also möglich. Die Beobachtung erfolgte durch standardisierte Winkelspiegel, die auch im Gefecht innerhalb von zwei Minuten leicht ausgewechselt werden konnten. Der Kommandant hatte ein optisches Ziel/Beobachtungsgerät TPKU-2B (5-fach vergrößernd) in einer drehbaren Kuppel sowie vier Winkelspiegel. Nachts konnte das Beobachtungsgerät gegen das IR-Sichtgerät TKN-1 getauscht werden. Die Ziele wurden mit dem IF-Scheinwerfer OU-3G angeleuchtet. Mit der Kommandantenrichtanlage konnte er den Turm (und damit die Kanone) horizontal auf ein Ziel richten. Der Richtschütze verfügte über ein optisches Zielfernrohr 2B-22 mit zwei Vergrößerungsstufen, ein Infrarot-Nachtzielgerät TPN-1-22 und einen Winkelspiegel. Die Treffgenauigkeit war für die damalige Zeit ausreichend und gewährleistete treffsicheres Schießen aus der Bewegung auf ein Ziel von der Größe eines Kampfpanzers auf bis max. 1500 m. Dem Ladeschützen stand ein um 360° drehbarer Winkelspiegel WS-4 oder WS-4M zur Verfügung.
Der T-55 war bedingt nachtkampftauglich. Zu diesem Zweck verfügte er über drei Infrarot-Sichtgeräte; eines für den Fahrer, eines in der Kommandantenkuppel und ein IR-Zielgerät für den Richtschützen. Außerdem konnte die Strichplatte des Tagzielgeräts beleuchtet werden. Die Infrarotgeräte wurden sowohl aktiv (in Verbindung mit IR-Scheinwerfern) als auch passiv benutzt. Für die Beobachtung bei Nacht konnte das Beobachtungsgerät ausgebaut und gegen ein aktives Infrarot-Nachtsichtgerät vom Typ TKN-1 ersetzt werden. Der ständig an der Kommandantenkuppel angebrachte Infrarot-Scheinwerfer musste mechanisch an das Nachtsichtgerät angekoppelt werden. An Stelle eines Winkelspiegels wurde die Stromversorgungseinheit in der Luke angebracht. Die effektive Sichtweite mit Scheinwerfer betrug allerdings lediglich 300 - 400 m bei einer 2,75-fachen Vergrößerung.
Der Zugang zum Fahrzeug erfolgte über vier gepanzerte Luken (Fahrer, Ladeschütze, Kommandant, Notausstieg im Boden der Wanne). Beim Fahren mit offener Fahrerluke (hochgestellter Fahrersitz) musste der Turm gezurrt werden, weil er beim Drehen über die Fahrerluke strich und den Kopf des Fahrers gefährdete. Die Kommunikation erfolgte über ein kombiniertes Interkom/Funkgerät mit vier fest einstellbaren Kanälen. Obwohl es ein reines Röhrengerät war (durch die Verwendung von Elektronenröhren versprach man sich eine höhere Widerstandsfähigkeit gegen einen eventuellen EMP bei einer nuklearen Explosion), war es doch für seine Zeit außergewöhnlich robust und leistungsstark. Später ging man jedoch zur Röhre/Transistor-Hybridbestückung über. Bei Führungsfahrzeugen (ab Kompaniechef aufwärts) wurde ein zweites Funkgerät im Turmheck eingebaut und dafür die Anzahl der mitgeführten Granaten um fünf Stück reduziert.
Eine Nebelanlage zur Sichtblendung war fest eingebaut. Diese spritzte Dieselkraftstoff in den Abgaskrümmer ein, wenn der Fahrer den entsprechenden Schalter betätigte. Die Nebelwolke wurde durch den Auspuff nach links seitwärts ausgestoßen.
Der T-55A verfügt über eine automatische Feuerlöschanlage.

### ABC-Schutz

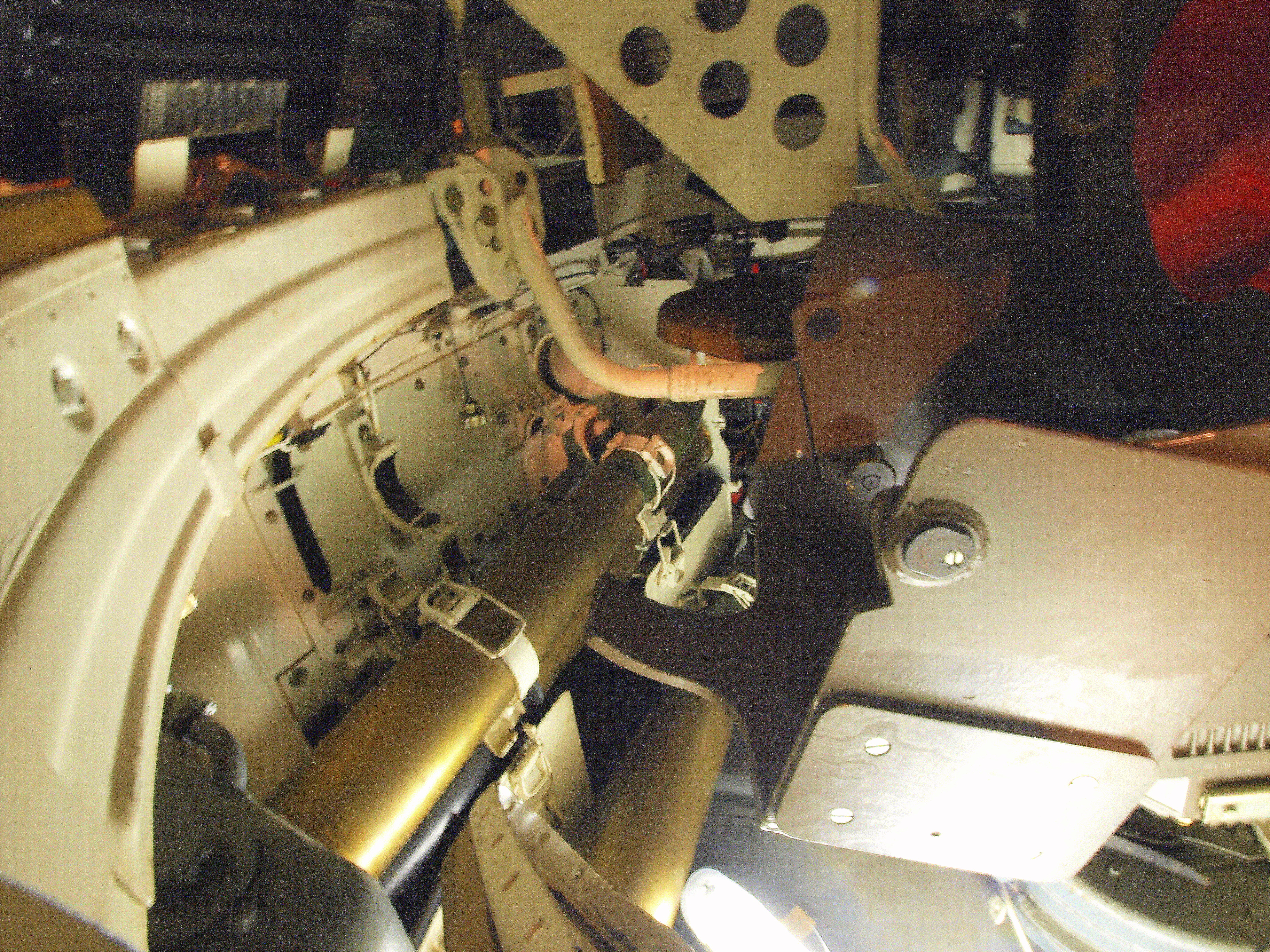
T-55 AM, Turmheck innen mit Granaten und Granatpatronenhalterung an der Turmrückseite

Zum Schutz der Besatzung wurden einige neuartige Lösungen eingeführt, die sowohl den Kampfraum als auch den Motorraum hermetisieren sollten. Da beim T-55 keine Schwebstoff- und Gasfilter verbaut wurden, galt der ABC-Schutz über mehrere Stunden als unzuverlässig. Alle Luken besaßen Moosgummidichtungen, desgleichen der Turmdrehkranz. Das Zielfernrohr wurde mit einer federbelasteten Walzenblende, das PKT mit einer Gummidichtung um den Lauf verschlossen.
Bei radioaktiver Kontamination des Gefechtsfeldes wurde der Kampfraum über eine Zentrifugalventilationsanlage mit selbstreinigender Zentrifuge unter Überdruck gesetzt.
Durch die Ausstattung der Kanone mit einem Ejektor an der Mündung wurden die Pulvergase direkt durch das Rohr nach außen gesaugt. Dadurch konnte der Feuerkampf mit Kanone und PKT fortgesetzt werden. Ausgelöst wurde die Hermetisierung entweder automatisch oder manuell:
- automatisch: Ein Messgerät maß laufend den Grad der Radioaktivität und löste im Bedarfsfall eine Reihe von Pyropatronen aus, die mechanische Schließvorrichtungen betätigten – bei einer Kernwaffendetonation mit hoher Sofortkernstrahlung wurde der Motor abgestellt, das Zielfernrohr verschlossen, die Lüftungsgrätings über dem Motorraum geschlossen.
- manuell: Alle Öffnungen und Luken wurden per Hand geschlossen.

Der Lüfter wurde grundsätzlich per Hand eingeschaltet.
Bei chemischem oder biologischem Alarm wurde der Panzer vollständig verschlossen, ebenso die Kanone. Es konnte nicht mehr geschossen werden. Auch der Lüfter wurde ausgeschaltet und gesichert. Der Motor bekam die Luft auf normalem Weg direkt aus der Umgebung.

### Antrieb

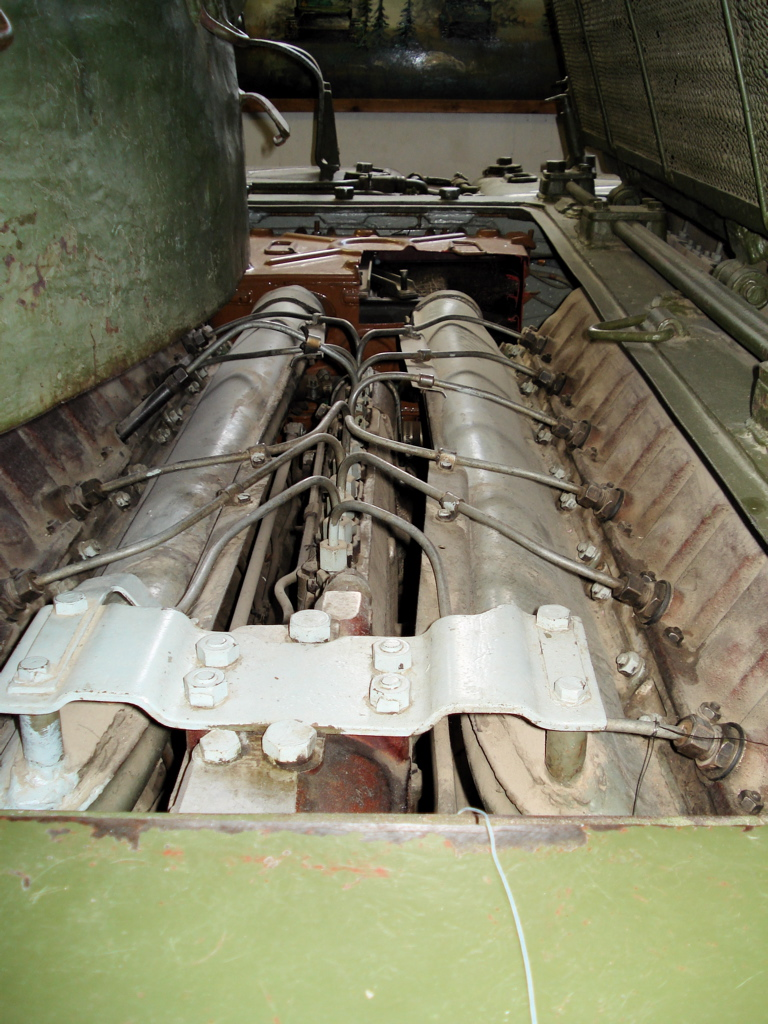
V12-Dieselmotor T-54/55 von links

Der quer eingebaute V12-Dieselmotor mit Vierventiltechnik (DOHC) war zuverlässig und mit seiner Diesel-Direkteinspritzung für ein Gefechtsfahrzeug sparsam. Die erreichten Höchstgeschwindigkeiten lagen bei 25 km/h im Gelände und bis 50 km/h auf der Straße, wobei diese je nach Herstellerversion variieren konnte. Die Reichweite bei Marschgeschwindigkeit (Geschwindigkeit in der Kolonne: 30 km/h) betrug 500 bis 700 km mit Zusatztanks.
Das Laufwerk bestand auf jeder Seite aus fünf Doppel-Laufrollen (mit Vollgummireifen) in Einzelaufhängung, einem Leitrad (vorn) und einem Antriebsrad (hinten). Zwischen erster und zweiter Laufrolle war eine größere Lücke. Das sollte die Wirkung von Minen auf das Fahrwerk vermindern und gleichzeitig die Kletter- und Überschreitfähigkeit verbessern. Die Federung erfolgte über Torsionsstäbe. Die Gleisketten hatten 91 profilierte Glieder aus Stahlguss mit Metall-Gummigelenken.
Die Kraft wurde über ein Umlenkgetriebe, ein Wechselgetriebe, zwei Planetengetriebe und zwei Seitenvorgelege auf die Antriebskränze übertragen. Das Wechselgetriebe verfügte über fünf Vorwärtsgänge und einen Rückwärtsgang (in U-Schaltung, das heißt 1. und Rückwärtsgang lagen mittig), die mit den Lenkhebeln noch zu etwa 50 % untersetzt werden konnten, um mehr Zugkraft zu erreichen.
Gesteuert wurde mit Hilfe von zwei Lenkhebeln, die über jeweils eine Kupplung auf die Planetengetriebe wirkten. Durch Zurückziehen des Lenkhebels wird die Umdrehungsgeschwindigkeit des jeweiligen Antriebskranzes reduziert, anfangs durch Auskuppeln und bei Stufe 1 durch Halbierung der Drehzahl. Über Stufe 1 wird wieder ausgekuppelt und in der Stufe 2 wird der Antriebsstrang gebremst. Die Hauptkupplung war eine 17-Scheiben-Trockenkupplung, die zum Schalten der Gänge mit dem linken Fuß bedient werden musste. Sämtliche Steuerungen wurden wahlweise hydraulisch oder mechanisch betätigt.
Angefahren wurde nach dem Einlegen des zweiten Ganges mit den Lenkhebeln, von Stufe 2 über Stufe 1 bis zur Normalstellung. Dadurch wurde die Hauptkupplung weniger beansprucht.
Die Motorleistung stieg im Lauf der Jahre und im Zuge der technischen Entwicklung von ursprünglich 500 PS auf annähernd 800 PS. Zum Anlassen des Motors sollte vorzugsweise die pneumatische Startanlage benutzt werden. Hinter dem Fahrersitz war in zwei Druckluftflaschen mit je 150 bar Druckluft gespeichert, die über einen mit halber Kurbelwellendrehzahl drehenden Verteiler mit Rückschlagventilen in die Zylinder geleitet wurde und so die Kolben bewegte. Der elektrische Anlasser wurde meist kombiniert mit der pneumatischen Startanlage benutzt oder wenn der Luftdruck im System nicht mehr ausreichte. Vor dem Anlassen musste das Kühlwasser mit einem Vorwärmer, in dem Diesel verbrannt wurde, auf 70 °C vorgewärmt werden. Wegen des enormen Verschleißes der Kolben war ein Kaltstart nur im äußersten Notfall erlaubt, zwei bis drei Kaltstarts sollte er nur vertragen können. Das Vorwärmen dauerte in der Regel 15 bis 20 Minuten und wurde im Gefechtsfall bei 40 °C abgebrochen.
Vorgesehen war eine Laufleistung von 3000 Kilometern unter Ausbildungs- und Gefechtsbedingungen bis zur Hauptinstandsetzung von Fahrzeug und Antrieb. In der Praxis wurde diese Vorgabe oft weit überschritten (jedenfalls in der NVA, beispielsweise wurden an der Offiziershochschule Löbau 6000 km erreicht).

### Herstellung

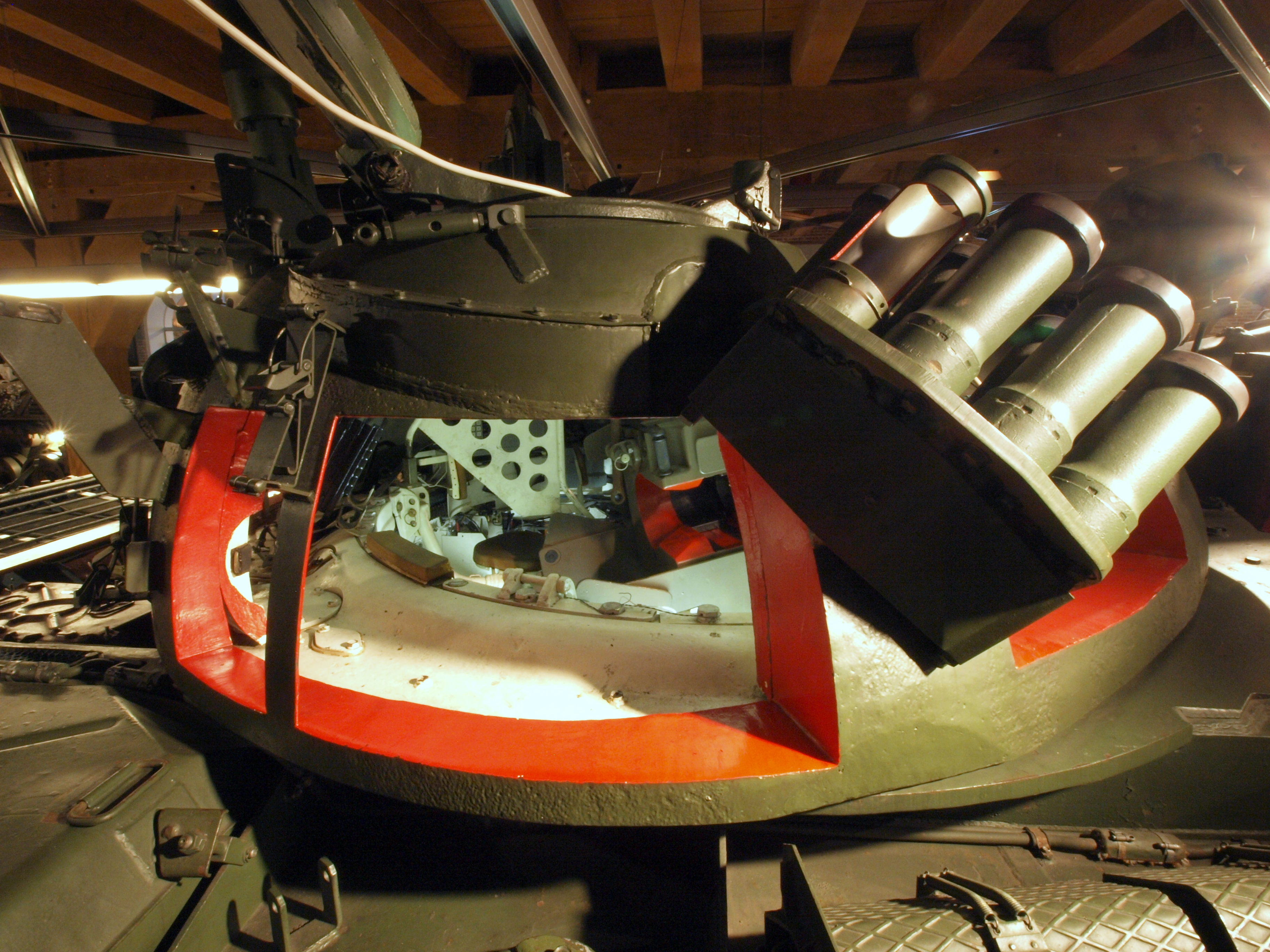
T-55 AM, rechte Turmseite aufgeschnitten (man beachte die abnehmende Stärke der Panzerung zum Turmheck)

Die meisten T-55 wurden in den Panzerwerken Nr. 183 Nischni Tagil und Nr. 174 Omsk hergestellt. Lizenzfertigungen gab es in Polen und der Tschechoslowakei.
Die Wanne bestand aus gewalztem Panzerstahl, die einzelnen Panzerplatten wurden elektrisch geschweißt. Der Turm wurde aus Stahl gegossen, nach der Feinbearbeitung erfolgte eine Oberflächenhärtung durch induktive Erwärmung. Dieser Herstellungsschritt ist notwendig, da bei Stahlgüssen eine gewisse Verspannung bzw. Druckeigenspannungen entstehen. Ferner werden dadurch Fangstellen und andere exponierte Flächen reduziert sowie an den einzelnen Turmpartien die Materialstärken unterschiedlich gestaltet.
Die gesamte Fertigung war auf effektive und schnelle Massenproduktion in Kriegszeiten ausgelegt.

## Modifikationen
Auf der Basis des T-55 wurden zahlreiche Spezialfahrzeuge entwickelt, unter anderem:
- verschiedene Flakpanzer
- Pionierpanzer unter anderem mit Räumschild, Grabenfräse und ähnlichem Gerät
- Minenräumpanzer,
- Panzerzugmaschinen (Bergepanzer, z. B. VT-55A, T-55TK, WZT-1 oder BTS-2),
- Brückenlegepanzer (z. B. BLG-60, MT-55),
- Geschosswerfer
- Schützenpanzer (z. B. BTR-T)
- Selbstfahrlafetten
- Tanklöschfahrzeuge[23][24]

Im Laufe der Jahre entstand eine kaum zu überschauende Zahl von Versionen und Modifikationen. Einige Entwicklungsstufen waren jedoch so markant, dass man ihnen offizielle Versionsbezeichnungen zuordnen kann. Davon unbenommen modifizierte jeder Nutzer die Fahrzeuge nach seinen Vorstellungen und Bedürfnissen.
T-55 (Objekt 155)Basisversion, entwickelt aus dem T-54; stärkerer Motor, erhöhter Kraftstoffvorrat durch neue Außentanks, IR-Ausrüstung für Nachtfahrt, überarbeiteter Turm und Kampfraum (in den freien Platz neben dem Fahrer wurde ein Schrank für 12 bis 15 Granaten je nach Ausführung eingebaut), neu entwickelte optische Feuerleitanlage, modifizierte Kanone mit Ejektor, Einsatz des neuen MG PKT von Kalaschnikow anstelle des veralteten SG 43 von Gorjunow als Sekundärbewaffnung, Erhöhung des Munitionsvorrates um etwa 20 %, einfache ABC-Schutzvorrichtungen, neuentwickelte UF-Ausrüstung (Tauchfahrt bis 4,50 m Wassertiefe)
Dieser Typ wurde nur in der Sowjetarmee, in der GSSD und in der Vietnamesischen Volksarmee eingeführt, er bildete die Vorlage für den chinesischen Typ 59.
T-55Aüberarbeitete Antriebsanlage, Erhöhung des Kraftstoffvorrates durch neue Innentanks (der Granatschrank auf der Ladeschützenseite wurde gleichzeitig als weiterer Tank ausgebildet), Einführung von Zusatztanks in speziellen Halterungen am Heck (2 × 200 Liter in Rollreifenfässern), Umstellung der Feuerleitanlage von vollkalibrigen Wuchtgeschossen auf Unterkaliber-Granaten, Erhöhung des Munitionsvorrates für die Sekundärbewaffnung, neue Funkanlage, Einführung der IR-Nachtkampfausrüstung für Richtschütze und Kommandant, neuentwickelte ABC-Schutzausrüstung mit automatischer Auslösung der Hermetisierung, Reduzierung der Sekundärbewaffnung (das PKT des Fahrers wurde generell entfernt), zeitweise Entfernung des Fla-MG (wurde später rückgängig gemacht). Modernisierungsstand 1981: Motor W-55W, 580 PS.
Dieser Typ wurde ab etwa 1965 an die Truppen des Warschauer Pakts ausgeliefert sowie in Drittstaaten exportiert. Er machte den größten Teil der produzierten T-55 aus. Die Panzer der Sowjetarmee und der GSSD wurden durch Nachrüstung modernisiert.
In der ČSSR wurden Versuche mit „Drive-by-Wire“ durchgeführt, ein Teil der Fahrzeuge entsprechend umgerüstet und in den Truppendienst übernommen.
T-55AMModernisierungsversion aus der UdSSR; verstärktes Fahrwerk, neue elektrische Anlage, Einbau der automatischen Feuerleitanlage WOLNA mit Laserentfernungsmesser KDT-2 und ballistischem Rechner BV-55, teilweise Einführung von Reaktivpanzerungen am Turm (T-55AMV), zum Teil ausgerüstet mit Lenkwaffenanlage 9K116 BASTION einschließlich Richtgerät-Zielfernrohr 1K113 für Lenkwaffensteuerung nach Beam-Rider-Prinzip im Tagbetrieb und als aktiv/passives Infrarot-Nachtzielfernrohr im Nachtbetrieb, neu entwickeltes Unterkaliber-Geschoss mit höherer Anfangsgeschwindigkeit und erhöhter Durchschlagsleistung. Neuer Motor W-55U (W-46-5M) mit 690 PS.
T-55AM2Modernisierungsversion aus der ČSSR; verstärktes Fahrwerk, neu entwickelte elektronische Feuerleitanlage KLADIVO mit Laserentfernungsmesser, Laserwarnanlage, Ballistikrechner, Funkgerätesatz R-173, optimierte ABC-Schutzanlage, verstärkte Panzerung,
T-55AM2-Bwie T-55AM2, aber mit Lenkwaffenanlage 9K116 Bastion, Richtgerät-Zielfernrohr 1K113 für Lenkwaffensteuerung nach Beam-Rider-Prinzip im Tagbetrieb und als aktiv/passives Infrarot-Nachtzielfernrohr im Nachtbetrieb
Die meisten dieser Modifizierungen wurden als Nachrüstsatz an die Truppe ausgeliefert.
Auch im 21. Jahrhundert existieren noch etliche T-55 (inklusive Lizenzbauten, z. B. Typ 59, Umbauten und demilitarisierte Fahrzeuge) in verschiedenen Armeen. Darunter fallen auch die Fahrzeuge, die strategischen Reserven zugeordnet sind. Ein sinnvoller Einsatz im modernen Gefecht ist allerdings nicht mehr vorstellbar. Grund hierfür sind die veraltete elektronische Ausrüstung, die für die heutige Waffentechnik unzureichende Panzerung und die zu schwache Bewaffnung. Für viele Entwicklungs-, Schwellenländer und paramilitärische Organisationen ist er trotzdem immer noch ein probates Mittel, um Bürgerkriege zu führen oder um lokale oder regionale Interessen durchzusetzen. Im russischen Angriffskrieg gegen die Ukraine verlegte die russische Armee spätestens ab 2023 zunehmend alte T-55 in Richtung der Front, mutmaßlich um die hohen Verluste an moderneren Panzern zu kompensieren. Zu bestätigten Einsätzen im Kampf kam es bis dato allerdings nicht.

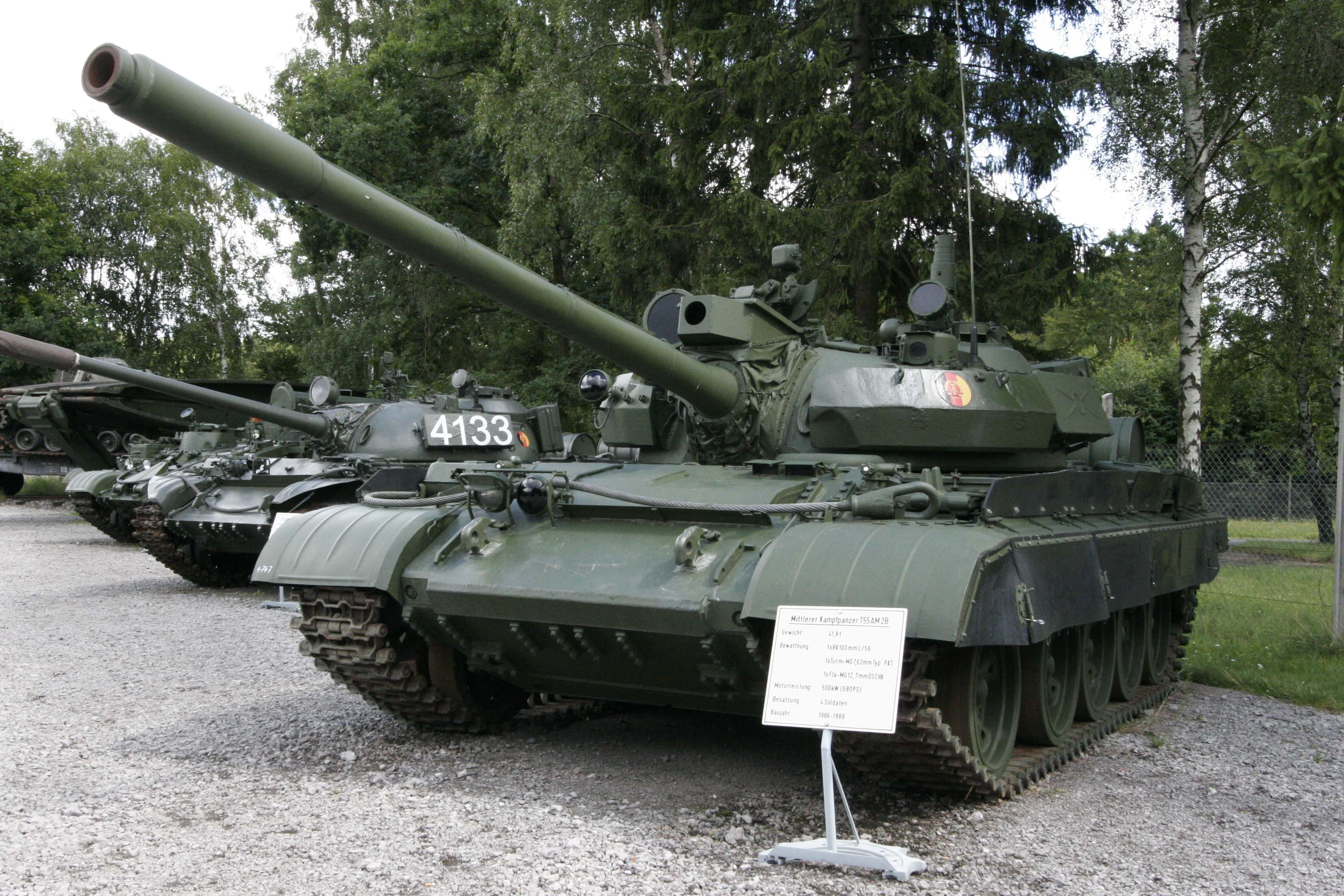
T-55AM2-B der NVA
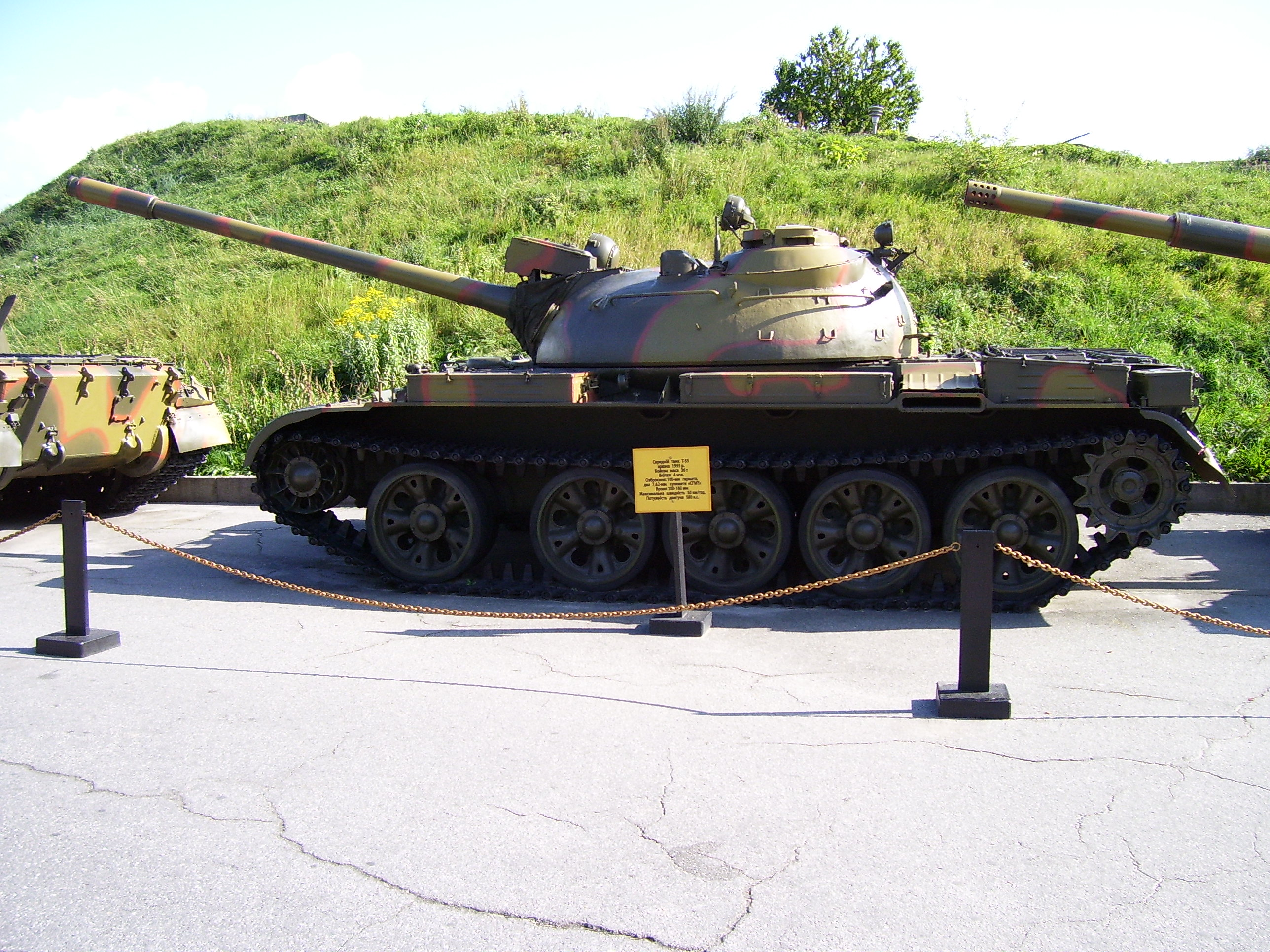
Sowjetischer T-55AM mit Laserentfernungsmesser auf der Kanone
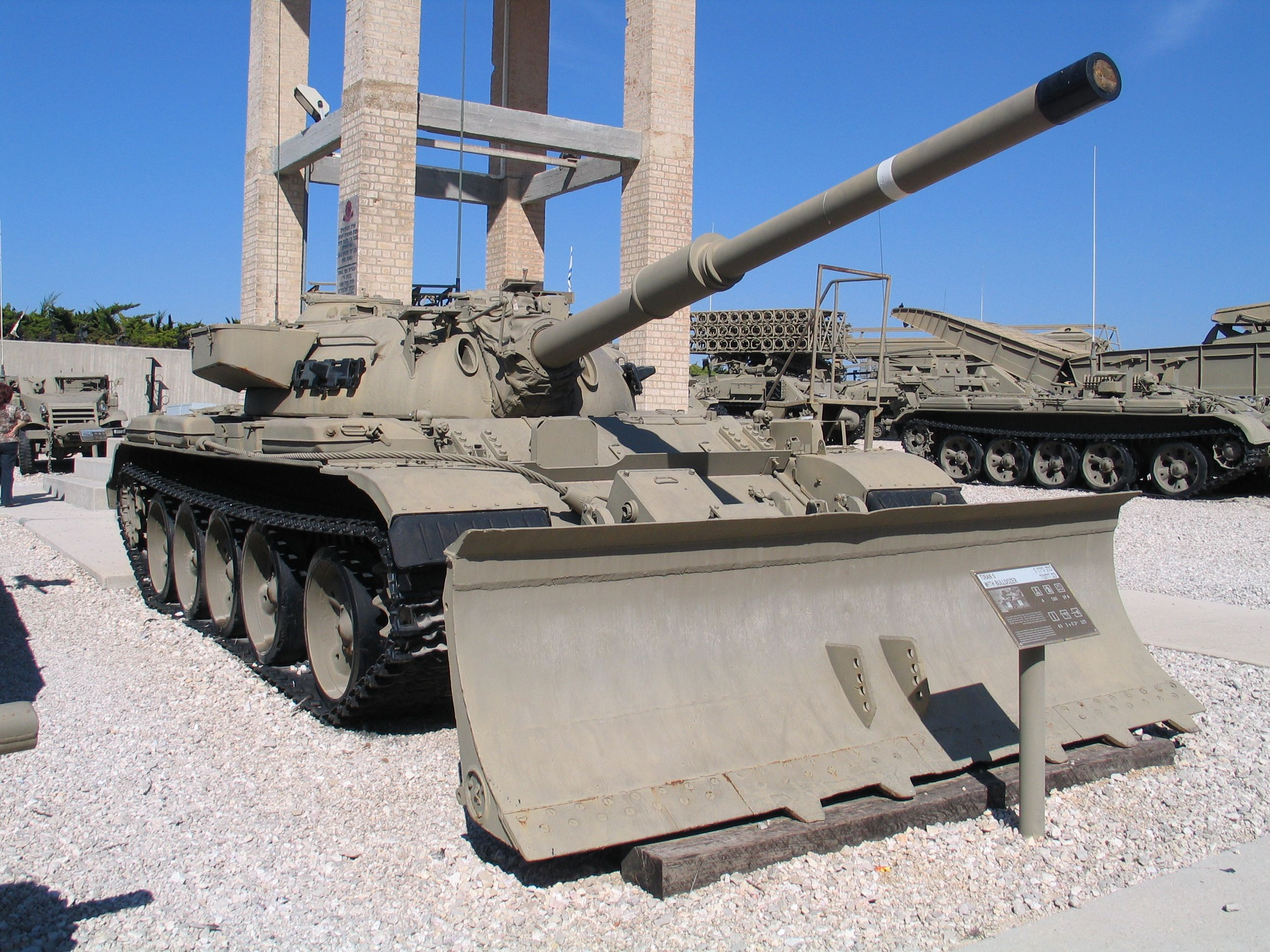
Israelischer T-55 mit Räumschild und britischer 105-mm-Kanone
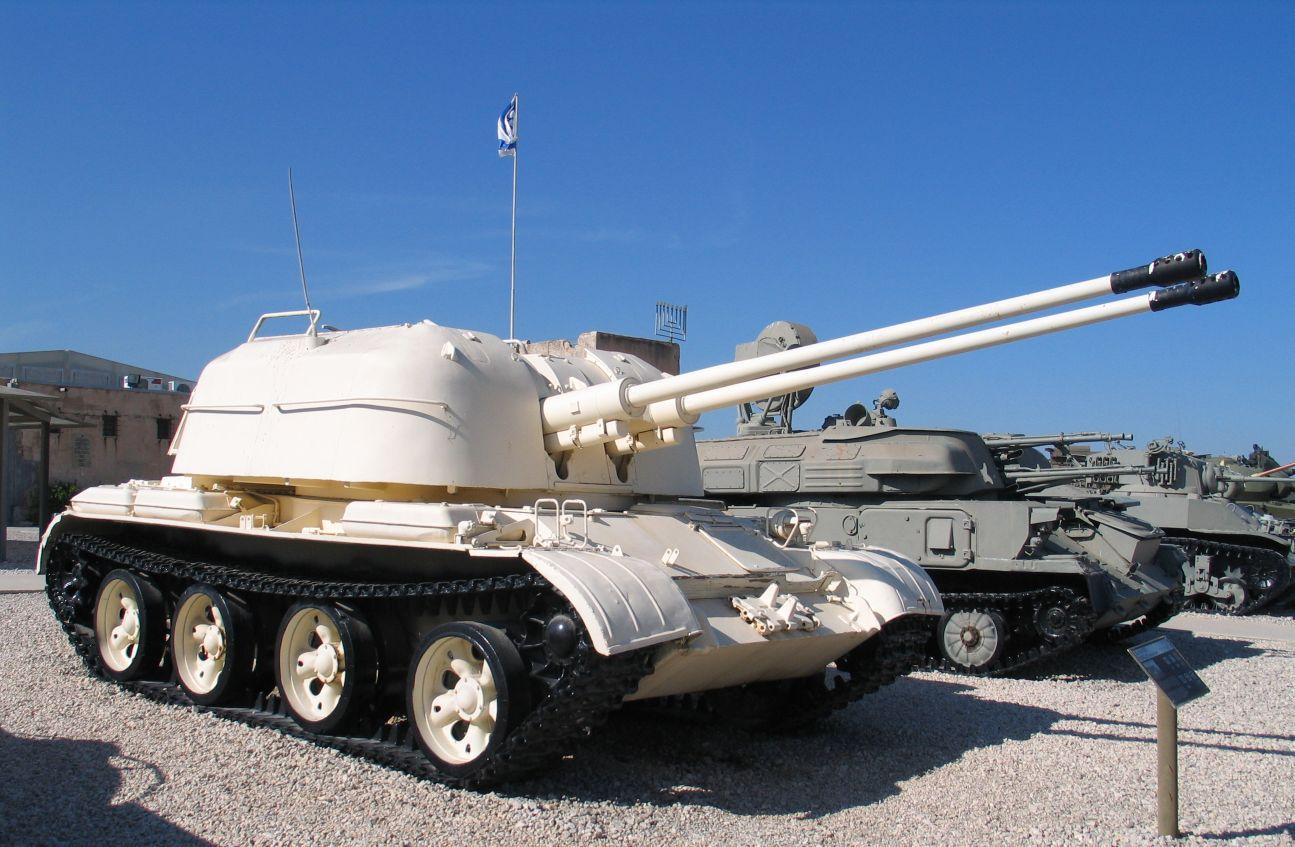
Israelischer Flakpanzer ZSU-57-2 auf T-54/55-Fahrgestell, auffallend ist das veränderte Fahrwerk
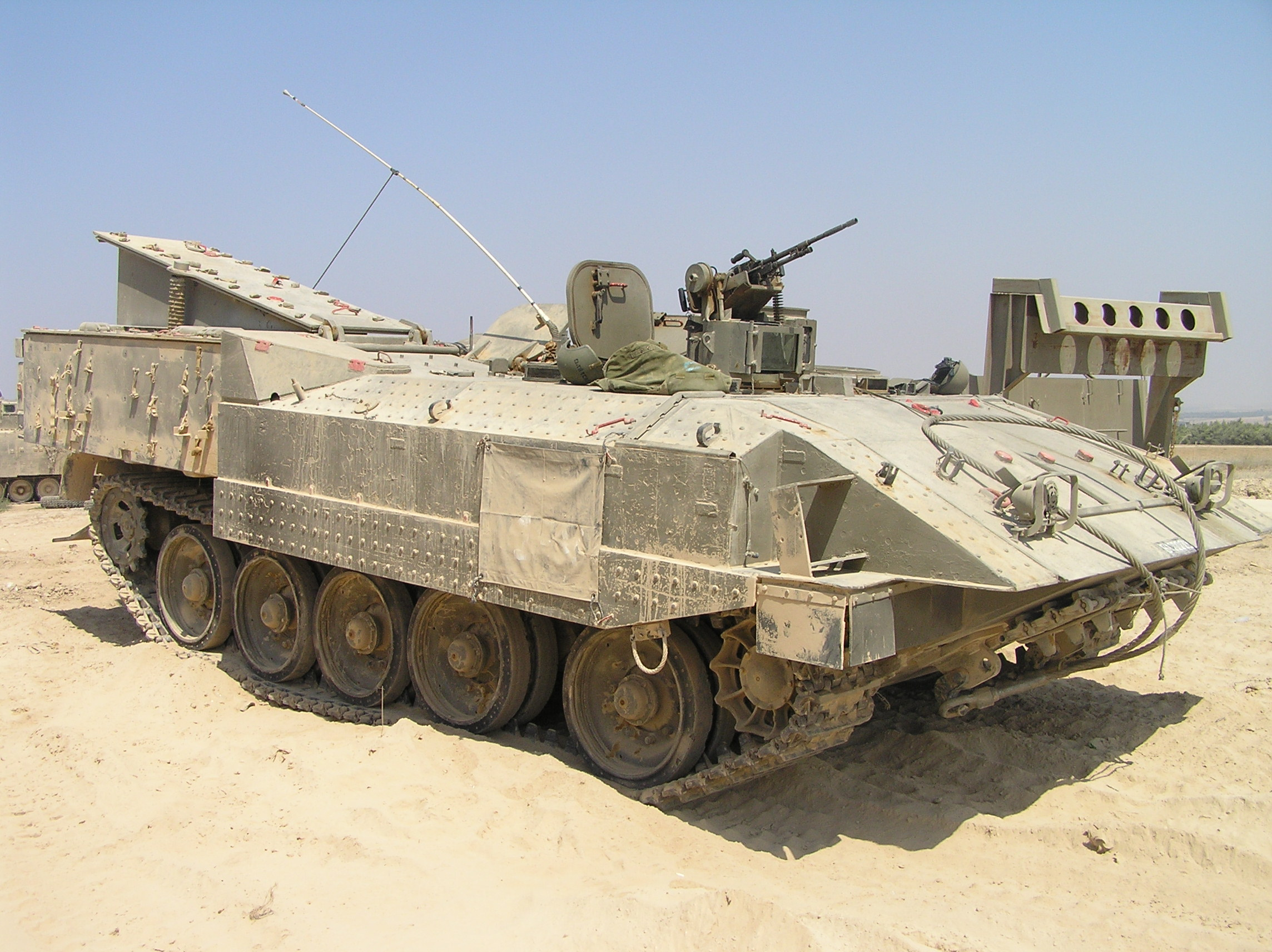
Israelischer Mannschaftstransportwagen Achzarit auf T-55-Basis
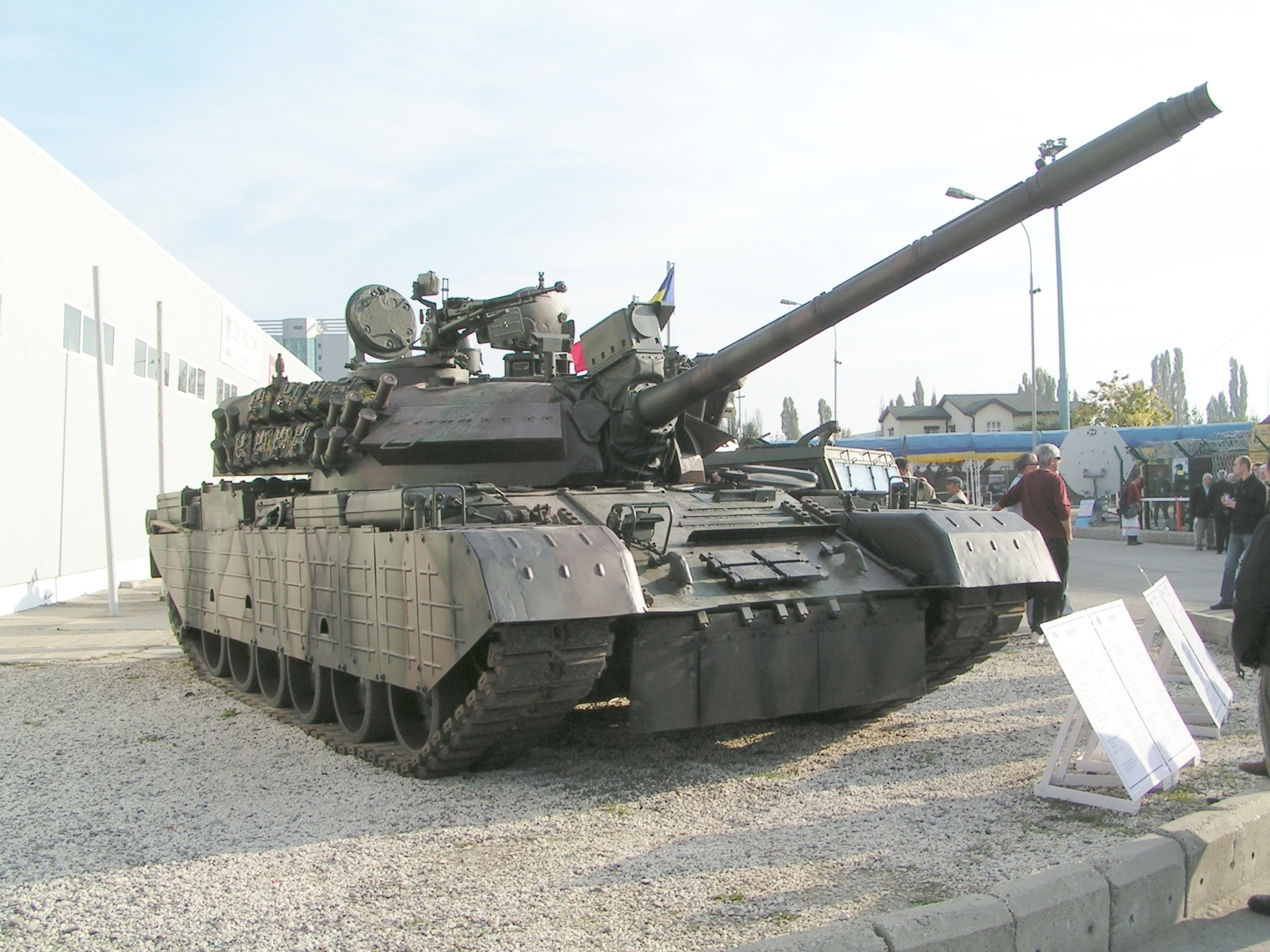
TR-85: kampfwertgesteigerter T-55 (TR-85) der rumänischen Armee
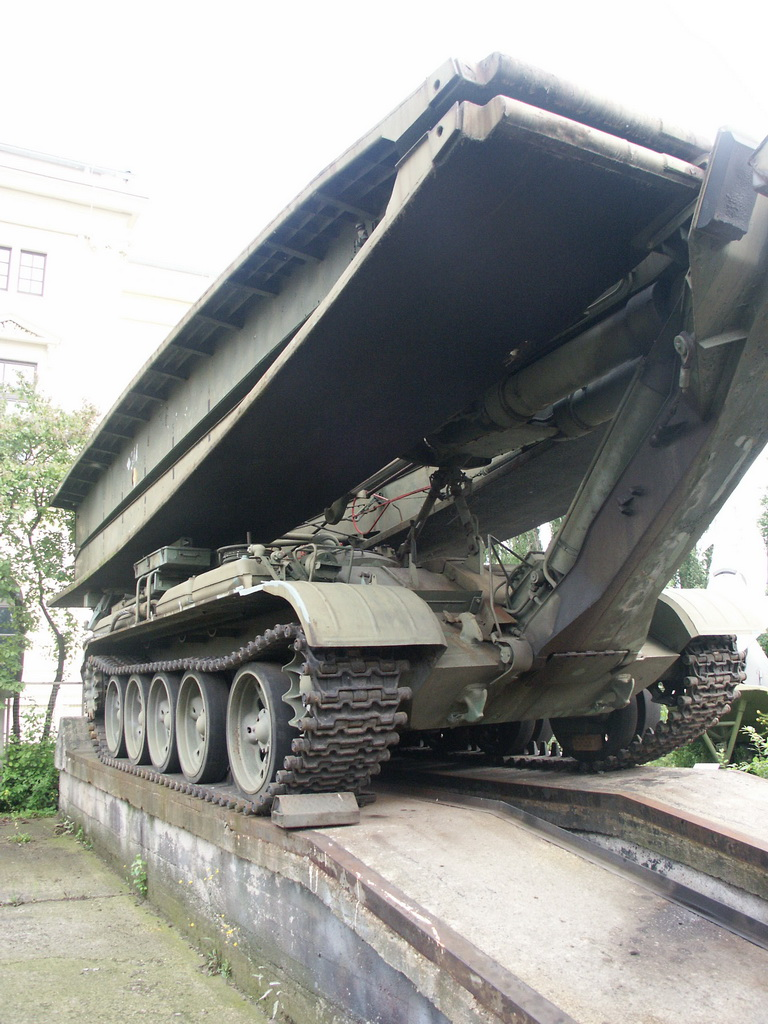
Brückenlegegerät BLG-60 der NVA auf T-55-Fahrgestell
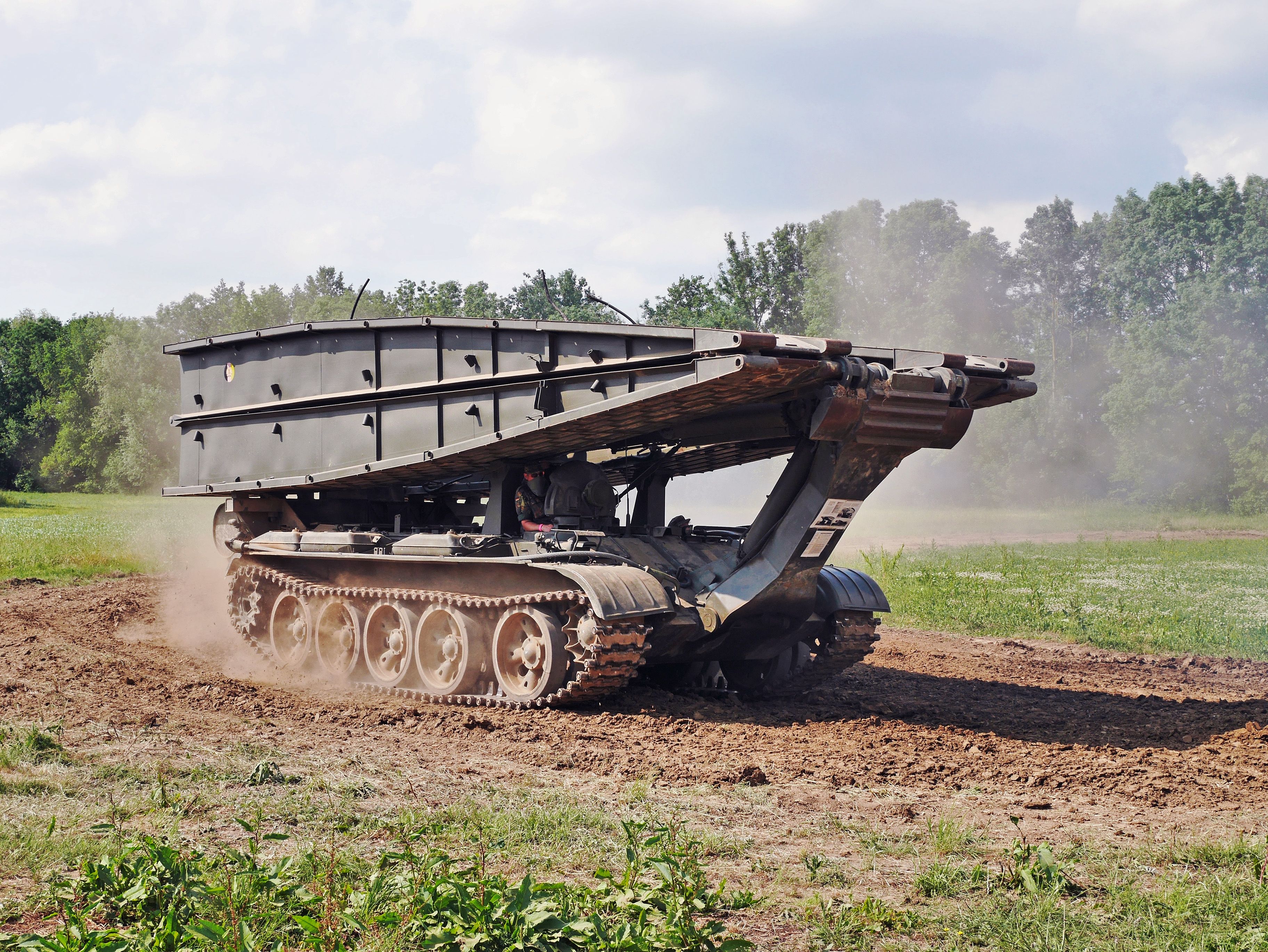
Brückenlegepanzer MT-55
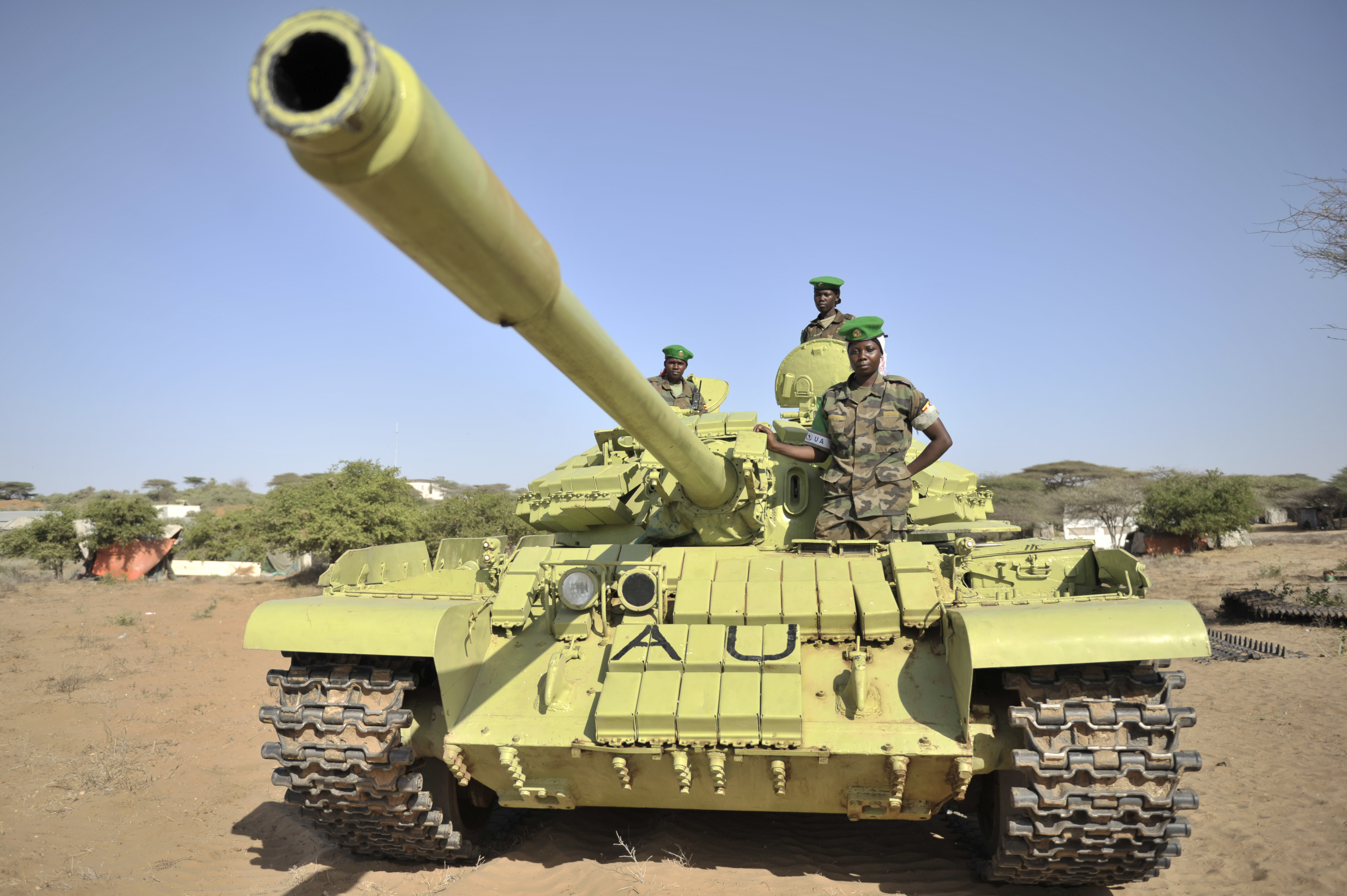
T-55AMW der Streitkräfte Ugandas 2014

## Spitznamen
Wie viele Waffen und Waffensysteme in aller Welt erfreute sich auch der T-55 verschiedener mehr oder weniger drastischer Spitznamen, die von seiner „Beliebtheit“ kündeten, in der NVA zum Beispiel: Bulette (wegen der Turmform), Eisenschwein, Eierschleifer, Roter Rudi, Ofen, Bock, Blechsarg, Rüsseltraktor, Bomber.

## Technische Daten T-55A, Basisversion
- Besatzung 4 Mann
  - Kommandant
  - Fahrer
  - Richtschütze
  - Ladeschütze

- Bewaffnung:
  - 100-mm-Kanone D-10T2S
    - Länge: 56 Kaliber
    - Züge: 40
    - Verschlusskeil: halbautomatisch
    - Abfeuerung: mechanisch/elektromechanisch
    - Zündverzögerung: 0,16 s bei elektromechanischer Abfeuerung
    - Stabilisator: STP-2 „Zyklon“[26]

  - koaxiales 7,62-mm-Maschinengewehr PKT

- Kampfsatz (NVA 1977):
  - 7 Stück 100-mm-Hohlladung BK-5 (900 m/s)
  - 15 Stück 100-mm-Unterkaliber BM-8 (1415 m/s) oder BM-20 (1430 m/s)
  - 21 Stück 100-mm-Splitter-Spreng OF-412 (900 m/s) Zünder einstellbar
  - 500 Stück 12,7-mm-Patronen für Fla-MG
  - 2250 Gewehrpatronen 7,62 × 54 mm R für PKT (Leuchtspur, Stahlkern, Panzerbrand)
  - 300 Patronen 7,62 × 39 mm M43 für AKMS-47 (Besatzungswaffe)
  - 4 mal 24 Patronen 9 × 18 mm für Pistole Makarow (persönliche Waffen, Kommandant und Fahrer)
  - 10 bis 15 Handgranaten F1
  - Handleuchtsignale oder Signalpistole
  - Pioniersprengmittel (Sprengpatronen, TNT-Ladungen und ähnliches)
  - Nebelkörper, Rauchpatronen

- Panzerung
- Wanne
  - Bug: 100 mm bei 30 Grad Neigung (gewalzter Panzerstahl, gehärtet)[27]
  - Seite: 80 mm (gewalzter Panzerstahl, gehärtet)[27]
  - Heck: 46 mm (gewalzter Panzerstahl)[27]
  - Dach: 20 mm (gewalzter Panzerstahl, gehärtet)[28]
  - Boden: 20 mm[27]
- Turm
  - Stirn: 200 mm (gegossener Panzerstahl, gehärtet)[27]
  - Seite: 80 mm (gegossener Panzerstahl, gehärtet)
  - Heck: 50 mm (gegossener Panzerstahl, gehärtet)
  - Dach: 39 mm (gegossener Panzerstahl, gehärtet)[27]

- Abmessungen
  - Länge über alles: 9000 mm (mit Kanone nach vorn)[27]
  - Wannenlänge: 6200 mm[27]
  - Breite: 3270 mm[27]
  - Höhe: 2350 mm[27]
  - Bodenfreiheit: 425 mm[27]
  - Gefechtsmasse: 36,0 Tonnen[27]

- Antrieb
  - Motor: wassergekühlter Viertakt-Dieselmotor W-55[27]
  - 12-Zylinder V, 48 Ventile, Bohrung: 150 mm, Hub: 180 / 186,7 mm, 38,88 Liter Hubraum, Gewicht ca. 980 kg, 580 PS (427 kW) / 2000 min−1, 2250 Nm / 1300 min−1, Verdichtung 1:14 / 1:15,5[27]
  - Druckluft-Startanlage (150 bar) und/oder
  - kombinierter elektrischer Anlassmotor/Generator

- Kraftübertragung
  - 17-Scheiben-Trockenkupplung
  - Wechselgetriebe 5 Vorwärtsgänge, 1 Rückwärtsgang
  - wahlweise Untersetzung mit Vorgelege (50 %)
  - Verteilergetriebe
  - Planetenlenkgetriebe zweistufig

- Leistungen
  - Höchstgeschwindigkeit: ca. 25 km/h im Gelände, > 50 km/h auf der Straße
  - Reichweite: etwa 330–380 km im Gelände, etwa 620-650 km auf der Straße[27]
  - Normverbrauch: 3,6 Liter/km (Zuschlag von 0,5 Liter für Geländefahrt)
  - Treibstoffkapazität: 960 l Dieselkraftstoff plus 2 × 200 l in Zusatztanks
  - Spezifische Leistung: 16,1 PS/Tonne[27]
  - Überschreitfähigkeit: 2,70 m[27]
  - Kletterfähigkeit: 0,80 m[27]
  - Wattiefe: 1,40 m ohne Vorbereitung / Unterwasserfahrt 5 m[27]
  - Bodendruck: 0,81 kg/cm²[27]
  - Steigfähigkeit: 30°
  - Seitenneigung: 32°
  - Nebelanlage eingebaut
  - Feuerlöschanlage eingebaut

## Einsatzstaaten

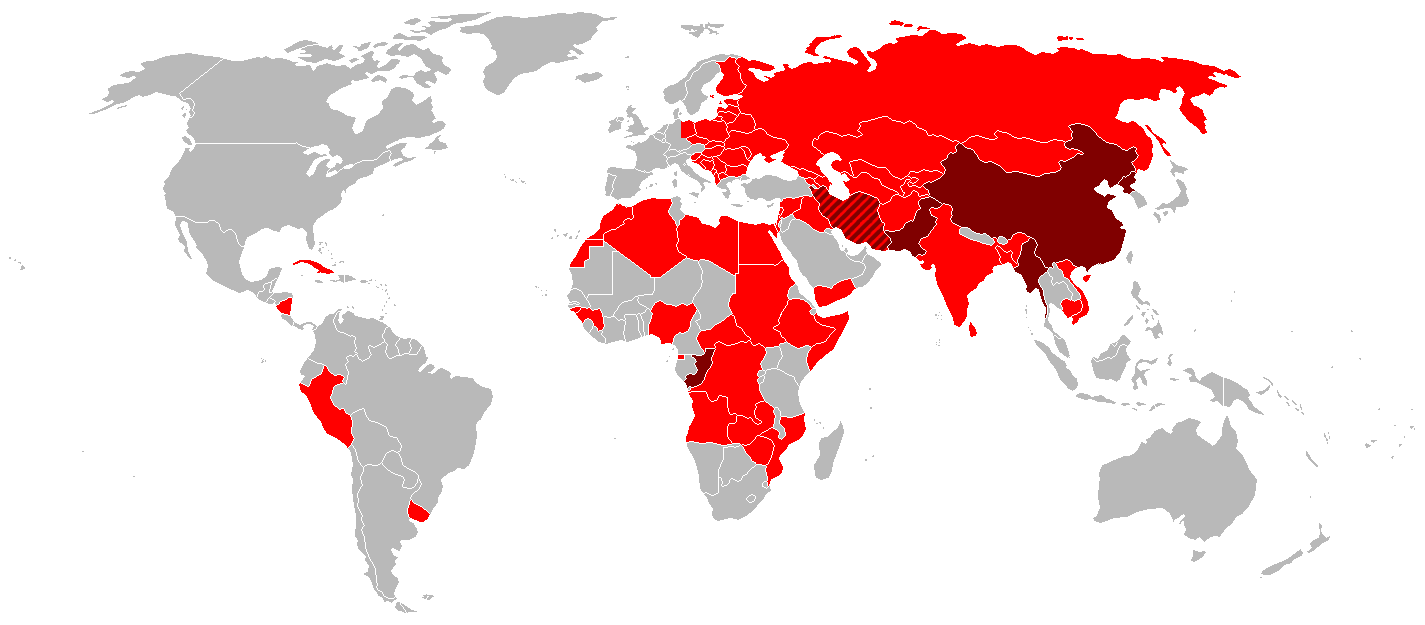
Ehemalige und aktuelle Nutzerstaaten T-54, T-55 (rot): Typ 59, chinesischer Nachbau (dunkelrot)

Staaten, in denen der T-55 eingesetzt wurde (und teilweise noch wird):
| Nutzerstaaten  | Anmerkung                                                                                  |
| -------------- | ------------------------------------------------------------------------------------------ |
| 🇷🇺 Russland    | Teilweise in Reserve, teils als Museumsexponate oder bei technischen Einheiten im Einsatz. |
| 🇸🇾 Syrien      | Der T-55 wird im Bürgerkrieg aktiv eingesetzt und häufig modernisiert.                     |
| 🇸🇩 Sudan       | Eingesetzt gegen Rebellengruppen in innerstaatlichen Konflikten                            |
| 🇸🇸 Südsudan    | Einsatz in innerstaatlichen Konflikten                                                     |
| 🇾🇪 Jemen       | Einsatz durch verschiedene Fraktionen                                                      |
| 🇲🇱 Mali        | Eingesetzt im Rahmen der Armee, teils modernisiert                                         |
| 🇳🇬 Nigeria     | Geringe Anzahl, meist als Unterstützungspanzer                                             |
| 🇳🇦 Namibia     | Operativ, aber technisch veraltet                                                          |
| 🇨🇩 Kongo (DRK) | Eingesetzt in UN-Missionen und internen Konflikten                                         |
| 🇷🇸 Serbien     | Reserve, Lagerbestand, teils modernisiert                                                  |
| 🇹🇬 Togo        | Geringer Bestand, Ausbildung und Reserve                                                   |
| 🇲🇷 Mauretanien | Teils noch aktiv                                                                           |
| 🇷🇼 Ruanda      | Eingesetzt bei innerstaatlichen Konflikten                                                 |
| 🇷🇴 Rumänien    | Einige modernisierte Exemplare (TR-85), weiterhin in Nutzung                               |
| 🇺🇦 Ukraine     | Ca. 28 modernisierte T-55 (slowenischer M-55S-Umbau) im Dienst.                            |
| 🇮🇷 Iran        | Ca. 35 T-55 noch im aktiven Dienst.                                                        |
| 🇩🇿 Algerien    | Ca. 300 Stück im Einsatz, meist modernisierte Varianten (T-55AMV)                          |
| 🇺🇬 Uganda      | Ca. 140 T-55A / T-55AM2 im Bestand                                                         |

| Ehemalige Nutzerstaaten | Anmerkung |
| ----------------------- | --- |
| 🇩🇪 DDR / BRD            | Ca. 1.800 T-55; ab 1977 durch T-72 ersetzt, später Bundeswehrübernahme |
| 🇵🇱 Polen                | Große Flotte, ersetzt durch PT-91 und Leopard 2 |
| 🇨🇿 Tschechoslowakei     | Produktion in Lizenz; später in CZ/SK getrennt modernisiert/ausgemustert |
| 🇭🇺 Ungarn               | Einsatz bis in die 2000er-Jahre, dann durch NATO-Standard ersetzt |
| 🇧🇬 Bulgarien            | Teilweise modernisiert, inzwischen ausgemustert |
| 🇭🇷 Kroatien             | Einsatz im Bürgerkrieg, später durch M-84 ersetzt |
| 🇸🇮 Slowenien            | Kurzzeitig nach Unabhängigkeit genutzt, dann ausgemustert |
| 🇪🇬 Ägypten              | Eingesetzt im Jom-Kippur-Krieg, ersetzt durch M60 und M1 Abrams |
| 🇮🇶 Irak                 | Massiver Einsatz unter Saddam Hussein, später komplett zerstört/ersetzt |
| 🇱🇾 Libyen               | Nutzung unter Gaddafi, später im Bürgerkrieg zerstört |
| 🇦🇫 Afghanistan          | Sowjetisches Erbe, meist unbrauchbar oder zerstört |
| 🇱🇰 Sri Lanka            | Einsatz gegen Tamil Tigers, ausgemustert |
| 🇰🇵 Nordkorea            | Ursprünglich T-55, später eigene Entwicklungen (Chonma-ho) |
| 🇦🇱 Albanien             | Beschafft als T-55 bzw. Type 59 Einsatz bis zum Ende der Volksrepublik danach Einlagerung. keine Einsatzbereit |
| 🇫🇮 Finnland             | Eingesetzt als T-55M, später durch Leopard 2 ersetzt |
| 🇮🇳 Indien               | T-55 durch T-72 und Arjun ersetzt |
| 🇨🇳 China                | Eigenversionen (Type 59), durch moderne Typen ersetzt |
| 🇲🇦 Marokko              | Einsatz gegen Polisario; durch M60 & Type-59G ersetzt |
| 🇸🇴 Somalia              | Im Ogadenkrieg massenhaft eingesetz. (Staat zerfallen, im Einsatz bei Warlords) |
| 🇲🇰 Nordmazedonien       | 1998–2001 rund 94 T-55A aus Bulgarien erhalten; seit ca. 2005 vollständig ausgemustert. |
| 🇮🇱 Israel               | Im Sechstagekrieg 1967 erbeutete T-55, anschließend umfassend modernisiert zur Version Tiran-5 (u. a. 105 mm-Kanone, westliche Elektronik, neuer Motor). Einsatz bis zur Ausmusterung Ende der 1980er Jahre, danach Verkauf oder Umbau zu Achzarit-Schützenpanzern. |

| unklare Nutzungsverhältnisse | Anmerkung                                               | Grund |
| ---------------------------- | ------------------------------------------------------- | --- |
| 🇻🇳 Vietnam                   | Weit verbreitet, heute stark reduziert                  | weder Operativ noch Einsatzbereit, bestände sind noch gelistet                                               |
| 🇪🇹 Äthiopien                 | T-55 in regionalen Konflikten genutzt, heute kaum aktiv | nur noch geringe Einstellige Stückzahl vorhanden                                                             |
| 🇦🇴 Angola                    | Einsatz in Bürgerkrieg, heute kaum noch aktiv           | nicht mehr Operativ genutz, durch Bürgerkrieg stark verschliessen                                            |
| 🇱🇦 Laos                      | Veraltet, nicht mehr im aktiven Dienst                  | 15 Stk. im Bestand Museal erhalten, keine Einsatzbereit                                                      |
| 🇲🇳 Mongolei                  | Übergang zu westlichen Systemen                         | Keine verlässlichen Berichte über aktive Nutzung; Modernisierung ist unwahrscheinlich.                       |
| 🇨🇺 Kuba                      | Große Flotte, heute kaum noch aktiv                     | Keine Berichte über Gebrauch als Kampfpanzer. Viele Einheiten wurden zu Artillerie‑SAPAA-Fahrzeugen umgebaut |

### Nichtstaatliche Akteure
Neben der regulären Nutzung durch staatliche Streitkräfte kam der T-55 im Laufe zahlreicher regionaler Konflikte auch bei nichtstaatlichen Gruppen und Milizen zum Einsatz. Oftmals handelte es sich dabei um erbeutete oder durch Drittstaaten gelieferte Fahrzeuge. Beispiele:
- Syrien: Im Bürgerkrieg wurden T-55 von verschiedenen Rebellenfraktionen genutzt, nachdem sie sie aus Armeedepots erbeutet hatten.[39]
- Libanon: Während des Bürgerkriegs (1975–1990) nutzten Milizen wie die Amal-Miliz, die PLO und teils die Kata’ib-Partei T-55-Panzer, teils geliefert durch Syrien oder Libyen.
- Somalia: Nach dem Zusammenbruch des Staates 1991 wurden T-55 in großer Zahl von Clans und Warlords verwendet.
- Jemen: Rebellen wie die Huthi nutzten erbeutete oder übernommene T-55-Panzer aus ehemaligen Beständen der jemenitischen Armee.
- Westsahara: Die Polisario-Front setzte T-55 ein, die mutmaßlich über Algerien oder Libyen geliefert wurden.
- Südlicher Sudan / SPLA: Die Sudanesische Volksbefreiungsarmee (SPLA) nutzte im Unabhängigkeitskampf einige erbeutete oder überstellte T-55.
- Islamistische Gruppen: In einzelnen Fällen nutzten extremistische Gruppierungen wie der IS in Syrien und im Irak veraltete T-55-Panzer für Propaganda, als fahrende Bomben oder in improvisierten Angriffen.